# 爱沙尼亚外国人护照
爱沙尼亚外国人护照也叫灰色护照，是爱沙尼亚政府签发给居住于爱沙尼亚但没有取得公民权的居民，也就是所谓非公民的旅行证件。申请条件是拥有爱沙尼亚的居留权，并且能够证明自己无法取得他国签发的旅行证件。在特殊情况下，一些无法取得母国护照的外国人也可以申请外国人护照。若护照申请人超过12岁，则需要提供指纹，并且指纹会被印刷在护照上面。这种护照的最长有效期为10年。在出入境时，护照持有人需要同时出示护照和爱沙尼亚居留证。
爱沙尼亚外国人护照的持有人数量在不断减少。在1992年爱沙尼亚独立之初大约有49.4万非公民，但是到了2010年则只有不到10万。至2021年，外国人护照的持有人数量只有約6.9万。25年来爱沙尼亚非公民人口占比从32%下降到了6%，总共减少了近五分之四，目前居住在爱沙尼亚的外国人数量甚至超过了非公民的数量。2016年，爱沙尼亚政府规定所有出生在爱沙尼亚的非公民子女以及所有15岁以下的非公民自动获得爱沙尼亚公民权。

## 持有人权益
爱沙尼亚外国人护照的持有人有权参与地方议会的投票，并且能够免签入境欧盟以及俄罗斯。同时护照持有人还可以享有爱沙尼亚政府提供的多种福利保障，例如子女可以接受爱沙尼亚的义务教育。此外，当外国人护照的持有人在国外遇到紧急状况时，爱沙尼亚政府会提供领事服务。但是外国护照的持有人不能参与国会的选举，亦不能担任公职或参军。和爱沙尼亚公民不同的是，爱沙尼亚外国人护照的持有人不被视为欧盟公民。
爱沙尼亚外国人护照持有人也可以申请成为爱沙尼亚公民，但必须通过相关的语言考试，并在取得公民权之后需要放弃外国人护照。不过考虑到外国人护照能够免签进入俄罗斯，而爱沙尼亚护照不具有这样的好处，因此有很多人并不愿意放弃外国人护照。
因應俄羅斯入侵烏克蘭，愛沙尼亞政府於2023年中著手修訂法例，剝奪原籍為俄、白兩地外國人護照持有人的地方投票權。

## 历史
1992年2月2日，俄罗斯取消了所有居住在俄罗斯以外原苏联公民的俄罗斯公民身份。虽然他们可以主动申请俄罗斯公民身份，但是不会自动取得。此时有许多俄罗斯人居住在爱沙尼亚境内，他们不愿意返回俄罗斯。不过考虑到爱沙尼亚极度排俄，因此爱沙尼亚政府不愿意给这些俄族人公民身份，导致了旅行证件的签发成为了一个棘手的问题。为解决这一问题，爱沙尼亚在1993年制定《公民法》时推出了外国人护照。

## 签证要求

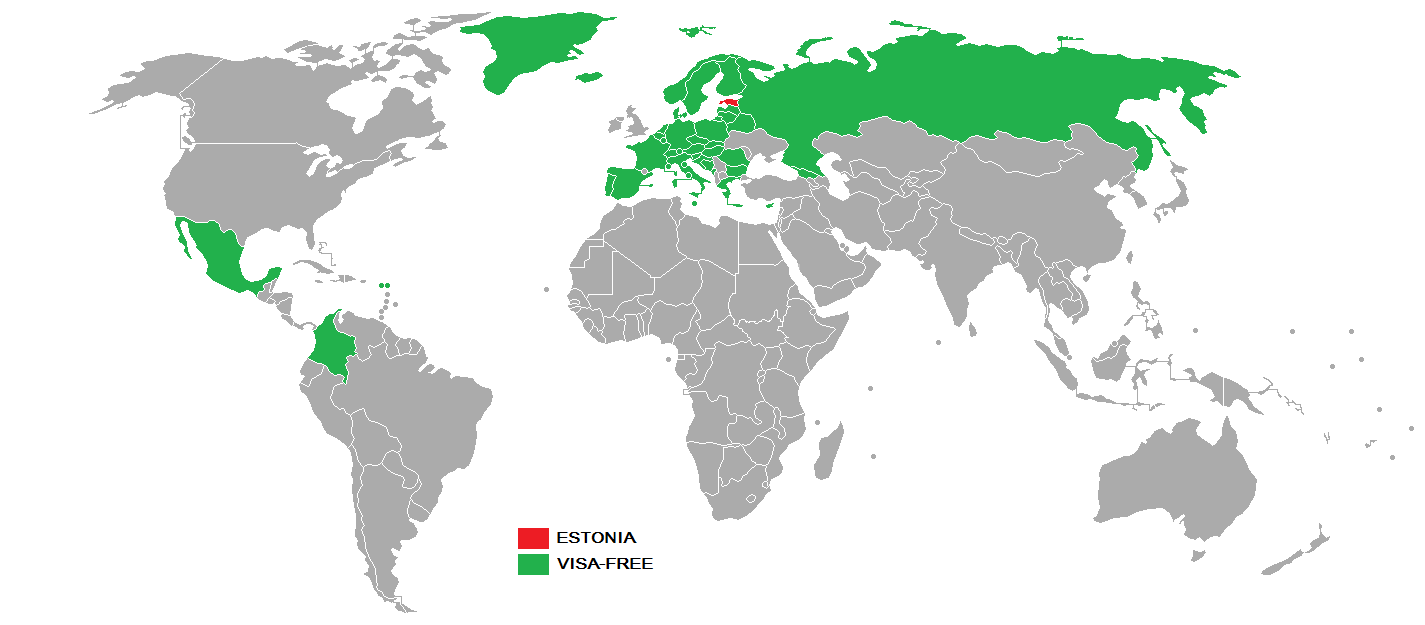
爱沙尼亚非公民签证要求

爱沙尼亚外国人护照持有人在以下国家享有免签证待遇：
| - 申根区 180日当中最长90日 - 阿鲁巴 30日 - 白俄羅斯 30日，但必须从明斯克国际机场入境 - 180日当中最长90日 - 保加利亚 180日当中最长90日 - 荷蘭加勒比區 30日 - 哥伦比亚 360日当中最长90日 - 180日当中最长90日 - 30日 - 賽普勒斯 180日当中最长90日 - 180日当中最长90日 - 180日当中最长90日 - 墨西哥 360日当中最长90日 - 蒙特內哥羅 30日 - 羅馬尼亞 180日当中最长90日 - 荷屬聖馬丁 30日 - 俄羅斯 180日当中最长90日 |